# Иена
Ие́на (устар. «йена»; яп. 円 от кит. 圓 «юань»), также япо́нская ие́на — денежная единица Японии, одна из основных резервных валют мира. Буквенный код в стандарте ISO 4217 — JPY, цифровой — 392. Официальный символ — ¥ и 円, эмитент — Банк Японии.
Раньше иена подразделилась на 100 сенов, но в настоящее время уже не встречаются в обращении из-за инфляции. В 1954 году монеты, номинированные в сенах, изъяты из обращения. В виде серебряных и золотых монет иену начали чеканить в 1869—1871 годах.

## Название
Денежная единица, записывается иероглифом «円», происходит из Китая и по-китайски называется «юанем». В китайской империи Цин одной из валют было серебро, которое находилось в обращении в форме слитков. Однако в XVIII веке к китайцам стали завозить испанские и мексиканские серебряные монеты, которые получили название «серебряных» (кит.  银圆) или «западных юаней» (кит.  洋圆). Впоследствии в Гонконге британцы наладили выпуск местных серебряных монет, «гонконгских долларов», которые по-китайски назывались «гонконгскими юанями» (кит.  香港壹圆). Эта валюта стала попадать в Японию, где «юань» звучал уже на японский лад как «эн». С 1830 года японцы запустили производство собственных серебряных монет, аналогичных гонконгским по содержанию металлов и весу.

## История
До введения иены в качестве единой японской валюты в Японии действовала денежная система Токугава. Впервые отчеканенная в 1869 году, после Реставрации Мэйдзи, иена была официально принята в качестве основной единицы в результате денежной реформы 1871 года. В том же году правительство приостановило обмен клановых бумажных денежных знаков, которые феодалы выпускали с конца XVI века. По данным обследования 1868 года Министерства финансов, в период Токугава (1603—1867) ходило в обращении в общей сложности 1694 наименования клановых денег, выпущенных 244 кланами, 14 магистратами и 9 слугами сёгуната. К 1879 году замена клановых дензнаков на дензнаки на основе иены была завершена.
Были также введены дробные единицы: сен (яп. 銭) = 1⁄100 иены, рин (яп. 厘) = 1⁄1000 иены. Сен и рин были изъяты из обращения в 1954, однако понятие «сен» до сих пор используется в финансовом мире.
Первые золотые и серебряные монеты соответствовали 1,5 г чистого золота и 24,3 г чистого серебра.
В 1872 году правительство Мэйдзи приняло закон о национальных банках и позволило частным банкам (имеющим статус национальных) выпускать конвертируемые банкноты. Однако после пересмотра закона в 1876 году эти банкноты стали неконвертируемыми.
В марте 1927 года страна столкнулась с финансовым кризисом. Банк Японии выпустил большое количество банкнот в попытке смягчить опасения вкладчиков. Однако вкладчики бросились к банкам забирать свои деньги, что привело к дефициту банкнот. В ответ на это Банк Японии быстро напечатал и ввёл в оборот банкноты в 200 иен, задняя сторона которых была пустой.
Своё новое название — «иена» — японская валюта получила от формы «эн» (по-японски означает «круглый»), так как прежние монеты имели овальную, прямоугольную, а то и весьма неопределённую форму золотого или серебряного слитка.
Иена имеет также старинное, «уважительное» иероглифическое изображение — 圓.
В октябре 1897 года золотое содержание иены было установлено в 0,750 г чистого золота. Во время Первой мировой войны размен банкнот на золото был прекращён. Впоследствии Япония не раз отменяла и снова вводила золотой стандарт в зависимости от экономической ситуации, а в конце 1933 года золотой стандарт официально был отменён. В 1933—1939 годах Япония входила в стерлинговый блок, 1 иена равнялась 14 британским пенсам.
В 1932 году введён валютный контроль; он осуществляется министерством финансов и центральным банком. Эмиссионный институт — основанный в 1882 году Банк Японии, капитал которого принадлежит государству.
В октябре 1939 года иена вышла из стерлингового блока, был установлен курс 4,2675 иены за доллар США, что соответствовало золотому содержанию иены в 0,20813 г золота.
Начало новой войны в Китае летом 1937 года потребовало очередного увеличения военных расходов — и в октябре 1938 года началась эмиссия специальных бумажных банкнот для расчётов на оккупированных территориях.
В годы Второй мировой войны иена была базовой валютой блока, в который входили:
- страны и территории иенового блока — Корея и Тайвань, входившие в состав Японии, где параллельно с японской иеной обращались равные ей корейская иена и тайваньская иена; Маньчжоу-Го, валюта которого (юань Маньчжоу-го) c 1935 года была привязана к японской иене 1:1; оккупированный Северный Китай; Таиланд, где тайский бат в 1942—1946 годах был приравнен к иене;
- территории блока военной иены, приравненной к японской иене, но не обменивающейся на неё;
- территории с формально автономной валютой (Французский Индокитай, Макао), фактически находившиеся под контролем правительства и Банка Японии[6].

В 1945—1948 годах, в период оккупации Японии, в обращении параллельно с японской иеной находилась оккупационная иена. Обесценивание иены в период Второй мировой войны и после её окончания шло очень быстро. В августе 1945 года был установлен курс 15 иен за доллар США, 12 марта 1947 года — 50 иен, 5 июля 1948 года — 250 иен. В расчётах по торговым операциям применялись множественные курсы (до 900 иен за доллар).
На Окинаве в 1948 году японская иена была изъята из обращения и заменена на оккупационную иену, а в 1958 году — на доллар США. Вновь в обращение на Окинаве иена введена в 1972 году.
25 апреля 1949 года был введён паритетный курс: 360 иен за доллар США. На основании этого курса 11 мая 1953 года Международный валютный фонд утвердил её паритет в 2,46853 миллиграмма золота, установив тем самым статус иены как международно признанной валюты. Курс иены был привязан к доллару с 1949 по 1971 год. 
В связи с проведением XVIII Олимпийских игр 1964 года в Японии (которые стали первыми в истории Олимпийскими играми, проведёнными в Азии) правительством Японии был организован выпуск специальных памятных олимпийских монет. Это были монеты номиналом 100 иен из серебра 625-й пробы (выпущенная в количестве 90 млн. шт.) и монета номиналом 1000 иен из серебра 925-й пробы (выпущенная в количестве 15 млн. шт.). Доходы от продажи этих монет составили около 50 млн. долларов США.
20 декабря 1971 года в связи с девальвацией доллара был установлен курс в 334,4 иены за СДР и 308 иен за доллар, а также расширены пределы отклонений курса до 2,25 %. С 14 февраля 1973 года в связи с новой девальвацией доллара был введён свободно колеблющийся курс иены и отменены пределы его изменений. В ходе целой серии последовательных ревальваций по отношению к доллару США и другим основным зарубежным валютам «вес» иены значительно вырос. В последние годы курс иены к доллару США находится примерно на уровне 100 иен за доллар.
Банк Японии имеет исключительное право эмиссии банкнот и монет. Банкноты выпускаются достоинством в пределах от 1000 до 10 000 иен. На лицевой стороне каждой банкноты изображена значимая персона Японии. Например, бактериолог Хидэё Ногути изображён на банкноте в 1000 иен, писательница Итиё Хигути изображена на банкноте в 5000 иен, писатель и просветитель Юкити Фукудзава изображён на банкноте в 10 000 иен, писательница Сикибу Мурасаки, автор «Повести о Гэндзи», изображена на оборотной стороне банкноты в 2000 иен. Монеты выпускаются в диапазоне от 1 до 500 иен.
В 2000 году в ознаменование 8-го Экономического Саммита на Окинаве и нового тысячелетия была введена в обращение серия D. В этой серии была банкнота одного номинала — 2000 иен (впервые в истории денежного обращения в Японии). На этих банкнотах впервые в качестве защитного признака использовано созвездие Евриона.
В дополнение к номиналу в 2000 иен в 2004 году были введены в обращение банкноты нового образца достоинством 10 000, 5000 и 1000 иен (серия E), которые заменили аналогичные банкноты серии C. Они изготовлены с применением самых современных технологий, опробованных на серии D.
Из-за резкого падения стоимости с 2022 года валюта стала невостребованной. Это сделало невозможным её обмен на другие валюты в некоторых обменных пунктах. Ожидается, что стремительное падение стоимости валюты продолжится. Прогнозы Nikkei оказались верными, и к марту 2024 года курс иены ослаб впервые за 34 года, с 1990 года.

## Иена как резервная валюта
Японская иена рассматривалась в качестве второй важнейшей резервной валюты в течение нескольких десятилетий, хотя в последнее время степень использования этой валюты снизилась.
| Валюты | 1995 | 1996 | 1997 | 1998 | 1999 | 2000 | 2001 | 2002 | 2003 | 2004 | 2005 | 2006 | 2007 | 2008 | 2009 | 2010 | 2011 | 2012 | 2013 | 2014 | 2015 | 2016 |
| --- | ---- | ---- | ---- | ---- | ---- | ---- | ---- | ---- | ---- | ---- | ---- | ---- | ---- | ---- | ---- | ---- | ---- | ---- | ---- | ---- | ---- | ---- |
| USD | 59,0 | 62,1 | 65,2 | 69,3 | 70,9 | 70,5 | 70,7 | 66,5 | 65,8 | 65,9 | 66,4 | 65,7 | 64,1 | 64,1 | 62,1 | 61,8 | 62,3 | 61,1 | 61,0 | 63,1 | 64,2 | 64,0 |
| EUR | —    | —    | —    | —    | 17,9 | 18,8 | 19,8 | 24,2 | 25,3 | 24,9 | 24,3 | 25,2 | 26,3 | 26,4 | 27,6 | 26,0 | 24,7 | 24,3 | 24,4 | 22,1 | 19,7 | 19,7 |
| DEM | 15,8 | 14,7 | 14,5 | 13,8 | —    | —    | —    | —    | —    | —    | —    | —    | —    | —    | —    | —    | —    | —    | —    | —    | —    | —    |
| GBP | 2,1  | 2,7  | 2,6  | 2,7  | 2,9  | 2,8  | 2,7  | 2,9  | 2,6  | 3,3  | 3,6  | 4,2  | 4,7  | 4,0  | 4,3  | 3,9  | 3,8  | 4,0  | 4,0  | 3,8  | 4,9  | 4,4  |
| JPY | 6,8  | 6,7  | 5,8  | 6,2  | 6,4  | 6,3  | 5,2  | 4,5  | 4,1  | 3,9  | 3,7  | 3,2  | 2,9  | 3,1  | 2,9  | 3,7  | 3,6  | 4,1  | 3,8  | 3,9  | 4,0  | 4,2  |
| FRF | 2,4  | 1,8  | 1,4  | 1,6  | —    | —    | —    | —    | —    | —    | —    | —    | —    | —    | —    | —    | —    | —    | —    | —    | —    | —    |
| CHF | 0,3  | 0,2  | 0,4  | 0,3  | 0,2  | 0,3  | 0,3  | 0,4  | 0,2  | 0,2  | 0,1  | 0,2  | 0,2  | 0,1  | 0,1  | 0,1  | 0,1  | 0,3  | 0,3  | 0,3  | 0,3  | 0,2  |
| CNY | —    | —    | —    | —    | —    | —    | —    | —    | —    | —    | —    | —    | —    | —    | —    | —    | —    | —    | —    | —    | —    | 1,1  |
| Прочие | 13,6 | 11,7 | 10,2 | 6,1  | 1,6  | 1,4  | 1,2  | 1,4  | 1,9  | 1,8  | 1,9  | 1,5  | 1,8  | 2,2  | 3,1  | 4,4  | 5,1  | 6,3  | 6,5  | 6,9  | 6,9  | 6,4  |
| Источники: - 2015—2016 — МВФ: IMF Releases Data on the Currency Composition of Foreign Exchange Reserves Including Holdings in Renminbi; - 1995—2009 — МВФ: Currency Composition of Official Foreign Exchange Reserves; - 1999—2005 — ЕЦБ: The Accumulation of Foreign Reserves |      |      |      |      |      |      |      |      |      |      |      |      |      |      |      |      |      |      |      |      |      |      |

## Монеты в обращении
| Монеты, находящиеся в обращении | Монеты, находящиеся в обращении | Монеты, находящиеся в обращении | Монеты, находящиеся в обращении | Монеты, находящиеся в обращении | Монеты, находящиеся в обращении | Монеты, находящиеся в обращении                       | Монеты, находящиеся в обращении          | Монеты, находящиеся в обращении             | Монеты, находящиеся в обращении |
| Фото                            | Номинал                         | Характеристики                  | Характеристики                  | Характеристики                  | Характеристики                  | Описание                                              | Описание                                 | Описание                                    | Изготовлено                     |
| Фото                            | Номинал                         | Диаметр                         | Толщина                         | Масса                           | Состав                          | Гурт                                                  | Аверс                                    | Реверс                                      | Изготовлено                     |
| ------------------------------- | ------------------------------- | ------------------------------- | ------------------------------- | ------------------------------- | ------------------------------- | ----------------------------------------------------- | ---------------------------------------- | ------------------------------------------- | ------------------------------- |
|                                 | 1 ¥                             | 20 мм                           | 1,2 мм                          | 1 г                             | 100 % Al                        | Гладкий                                               | номинал, молодое дерево, название страны | номинал, год изготовления                   | 1955                            |
|                                 | 5 ¥                             | 22 мм                           | 1,5 мм                          | 3,75 г                          | 60—70 % Cu 30—40 % Zn           | Гладкий                                               | номинал, колосья риса                    | название страны, год изготовления           | 1949                            |
|                                 | 10 ¥                            | 23,5 мм                         | 1,5 мм                          | 4,5 г                           | 95 % Cu 3—4 % Zn 1—2 % Sn       | Рубчатый                                              | номинал, Бёдоин, название страны         | номинал, лавр, год изготовления             | 1951                            |
| Гладкий                         | 10 ¥                            | 23,5 мм                         | 1,5 мм                          | 4,5 г                           | 95 % Cu 3—4 % Zn 1—2 % Sn       | 1959                                                  | номинал, Бёдоин, название страны         | номинал, лавр, год изготовления             |                                 |
|                                 | 50 ¥                            | 21 мм                           | 1,7 мм                          | 4 г                             | Мельхиор 75 % Cu 25 % Ni        | Рубчатый                                              | номинал, хризантема, название страны     | номинал, год изготовления                   | 1967                            |
|                                 | 100 ¥                           | 22,6 мм                         | 1,7 мм                          | 4,8 г                           | Мельхиор 75 % Cu 25 % Ni        | Рубчатый                                              | номинал, сакура, название страны         | номинал, год изготовления                   | 1967                            |
|                                 | 500 ¥                           | 26,5 мм                         | 2 мм                            | 7,2 г                           | Мельхиор 75 % Cu 25 % Ni        | Гладкий с надписью: («NIPPON ? 500 ? NIPPON ? 500 ?») | номинал, павловния, название страны      | номинал, бамбук, мандарин, год изготовления | 1982                            |
|                                 | 500 ¥                           | 26,5 мм                         | 2 мм                            | 7 г                             | 72 % Cu 20 % Zn 8 % Ni          | Нарезы наискось                                       | номинал, павловния, название страны      | номинал, бамбук, мандарин, год изготовления | 2000                            |

## Программа памятных монет 47 префектур Японии
В честь 60-летия автономии Японии с 2008 года в Японии выходит две серии монет, посвящённых 47 префектурам Японии. У всех монет одинаковая лицевая сторона. На оборотной стороне каждой монеты — оригинальный дизайн.

### Монеты номинала 500 иен
На сегодняшний момент выпущено 16 биметаллических памятных монет. Состав монет: медь — 72 %, цинк — 20 %, никель — 8 %. Диаметр: 26,5 мм. Тираж каждой монеты: от 1 830 000 до 2 100 000 шт..
| Монеты 2008 года | Монеты 2008 года | Монеты 2008 года |
| Хоккайдо         | Киото            | Симане           |
| ---------------- | ---------------- | ---------------- |
|                  |                  |                  |

| Монеты 2009 года | Монеты 2009 года | Монеты 2009 года | Монеты 2009 года |
| Нагано           | Ниигата          | Ибараки          | Нара             |
| ---------------- | ---------------- | ---------------- | ---------------- |
|                  |                  |                  |                  |

### Монеты номинала 1000 иен
В 1964 году выпущены первые серебряные монеты в 1000 иен 925-й пробы, посвящённые Олимпийским играм 1964 года.
С 2002 года выпуск серебряных памятных монет производится практически ежегодно. На сегодняшний момент выпущено 26 видов таких монет:
- состав — серебро,
- диаметр — 40 мм,
- вес — 31,1 г,
- тираж каждой монеты — 100 000 штук[17][18].

## Банкноты в обращении
В обращении находятся банкноты в 1000, 5000 и 10 000 иен серий 2004 и 2024 годов. Банкнота в 2000 иен образца 2000 года в обращении практически не встречается, являясь законным платёжным средством.
| Изображение    | Изображение    | Номинал        | Размеры        | Основной цвет  | Описание             | Описание                                                   | Дата выпуска   |
| Аверс          | Реверс         | Номинал        | Размеры        | Основной цвет  | Аверс                | Реверс                                                     | Дата выпуска   |
| Серия D (2000) | Серия D (2000) | Серия D (2000) | Серия D (2000) | Серия D (2000) | Серия D (2000)       | Серия D (2000)                                             | Серия D (2000) |
| -------------- | -------------- | -------------- | -------------- | -------------- | -------------------- | ---------------------------------------------------------- | -------------- |
|                |                | 2000 ¥         | 154 × 76 мм    | Зелёный        | Ворота в городе Наха | Иллюстрация к «Повести о Гэндзи»                           | 19 июля 2000   |
| Серия Е (2004) |                |                |                |                |                      |                                                            |                |
|                |                | 1000 ¥         | 150 × 76 мм    | Голубой        | Хидэё Ногути         | Гора Фудзи, озеро Мотосу и цветение сакуры                 | 1 ноября 2004  |
|                |                | 5000 ¥         | 156 × 76 мм    | Фиолетовый     | Итиё Хигути          | «Какицубата-цу» (Картина Огаты Корина, изображающая ирисы) | 1 ноября 2004  |
|                |                | 10 000 ¥       | 160 × 76 мм    | Коричневый     | Юкити Фукудзава      | Изваяние феникса из храма Бёдо-ин                          | 1 ноября 2004  |

| Серия F (2024) | Серия F (2024) | Серия F (2024) | Серия F (2024) | Серия F (2024) | Серия F (2024)       | Серия F (2024)                                                                 | Серия F (2024) |
| Изображение    | Изображение    | Номинал        | Размеры        | Основные цвета | Описание             | Описание                                                                       | Дата выпуска   |
| Аверс          | Реверс         | Номинал        | Размеры        | Основные цвета | Аверс                | Реверс                                                                         | Дата выпуска   |
| -------------- | -------------- | -------------- | -------------- | -------------- | -------------------- | ------------------------------------------------------------------------------ | -------------- |
|                |                | 1000 ¥         | 150×76         | Голубой        | Сибасабуро Китадзато | «Большая волна в Канагаве» (из серии картин Кацусики Хокусая «36 видов Фудзи») | 3 июля 2024    |
|                |                | 5000 ¥         | 156×76         | Фиолетовый     | Умэко Цуда           | Глициния                                                                       | 3 июля 2024    |
|                |                | 10 000 ¥       | 160×76         | Коричневый     | Эйити Сибусава       | Станция Токио (со стороны Маруноути)                                           | 3 июля 2024    |

## Режим валютного курса
В Японии используется режим свободно плавающего валютного курса.
| Год       | Месяц  | Месяц   | Месяц  | Месяц  | Месяц  | Месяц  | Месяц  | Месяц  | Месяц    | Месяц   | Месяц  | Месяц   |
| Год       | Январь | Февраль | Март   | Апрель | Май    | Июнь   | Июль   | Август | Сентябрь | Октябрь | Ноябрь | Декабрь |
| --------- | ------ | ------- | ------ | ------ | ------ | ------ | ------ | ------ | -------- | ------- | ------ | ------- |
| 1949—1971 | 360    | 360     | 360    | 360    | 360    | 360    | 360    | 360    | 360      | 360     | 360    | 360     |
| 1972      | 308    | 308     | 308    | 308    | 308    | 308    | 308    | 308    | 308      | 308     | 308    | 308     |
| 1973      | 301,15 | 270,00  | 265,83 | 265,50 | 264,95 | 265,30 | 263,45 | 265,30 | 265,70   | 266,68  | 279,00 | 280,00  |
| 1974      | 299,00 | 287,60  | 276,00 | 279,75 | 281,90 | 284,10 | 297,80 | 302,70 | 298,50   | 299,85  | 300,10 | 300,95  |
| 1975      | 297,85 | 286,60  | 293,80 | 293,30 | 291,35 | 296,35 | 297,35 | 297,90 | 302,70   | 301,80  | 303,00 | 305,15  |
| 1976      | 303,70 | 302,25  | 299,70 | 299,40 | 299,95 | 297,40 | 293,40 | 288,76 | 287,30   | 293,70  | 296,45 | 293,00  |
| 1977      | 288,25 | 283,25  | 277,30 | 277,50 | 277,30 | 266,50 | 266,30 | 267,43 | 264,50   | 250,65  | 244,20 | 240,00  |
| 1978      | 241,74 | 238,83  | 223,40 | 223,90 | 223,15 | 204,50 | 190,80 | 190,00 | 189,15   | 176,05  | 197,80 | 195,10  |
| 1979      | 201,40 | 202,35  | 209,30 | 219,15 | 219,70 | 217,00 | 216,90 | 220,05 | 223,45   | 237,80  | 249,50 | 239,90  |
| 1980      | 237,73 | 244,07  | 248,61 | 251,45 | 228,06 | 218,11 | 220,91 | 224,34 | 214,95   | 209,21  | 212,99 | 209,79  |
| 1981      | 202,19 | 205,76  | 208,84 | 215,07 | 220,78 | 224,21 | 232,11 | 233,62 | 229,83   | 231,40  | 223,76 | 219,02  |
| 1982      | 224,55 | 235,25  | 240,64 | 244,90 | 236,97 | 251,11 | 255,10 | 258,67 | 262,74   | 271,33  | 265,02 | 242,49  |
| 1983      | 232,90 | 236,27  | 237,92 | 237,70 | 234,78 | 240,06 | 240,49 | 244,36 | 242,71   | 233,00  | 235,25 | 234,34  |
| 1984      | 233,95 | 233,67  | 225,52 | 224,95 | 230,67 | 233,29 | 242,72 | 242,24 | 245,19   | 246,89  | 243,29 | 247,96  |
| 1985      | 254,11 | 260,34  | 258,43 | 251,67 | 251,57 | 248,95 | 241,70 | 237,20 | 236,91   | 214,84  | 203,85 | 202,75  |
| 1986      | 200,05 | 184,62  | 178,83 | 175,56 | 166,89 | 167,82 | 158,65 | 154,11 | 154,78   | 156,04  | 162,72 | 162,13  |
| 1987      | 154,48 | 153,49  | 151,56 | 142,96 | 140,47 | 144,52 | 150,20 | 147,57 | 143,03   | 143,48  | 135,25 | 128,25  |
| 1988      | 127,44 | 129,26  | 127,23 | 124,88 | 124,74 | 127,20 | 133,10 | 133,63 | 134,45   | 128,85  | 123,16 | 123,63  |
| 1989      | 127,24 | 127,77  | 130,35 | 132,01 | 138,40 | 143,92 | 140,63 | 141,20 | 145,06   | 141,99  | 143,55 | 143,62  |
| 1990      | 145,09 | 145,54  | 153,19 | 158,50 | 153,52 | 153,78 | 149,23 | 147,46 | 138,96   | 129,73  | 129,01 | 133,72  |
| 1991      | 133,65 | 130,44  | 137,09 | 137,15 | 138,02 | 139,83 | 137,98 | 136,85 | 134,59   | 130,81  | 129,64 | 128,07  |
| 1992      | 125,05 | 127,53  | 132,75 | 133,59 | 130,55 | 126,90 | 125,66 | 126,34 | 122,72   | 121,14  | 123,84 | 123,98  |
| 1993      | 125,02 | 120,97  | 117,02 | 112,37 | 110,23 | 107,29 | 107,77 | 103,72 | 105,27   | 106,94  | 107,81 | 109,72  |
| 1994      | 111,49 | 106,14  | 105,12 | 103,48 | 104,00 | 102,69 | 098,54 | 099,86 | 098,79   | 098,40  | 098,00 | 100,17  |
| 1995      | 099,79 | 098,23  | 090,77 | 083,53 | 085,21 | 084,54 | 087,24 | 094,56 | 100,31   | 100,68  | 101,89 | 101,86  |
| 1996      | 105,81 | 105,70  | 105,85 | 107,40 | 106,49 | 108,82 | 109,25 | 107,84 | 109,76   | 112,30  | 112,27 | 113,74  |
| 1997      | 118,18 | 123,01  | 122,66 | 125,47 | 118,91 | 114,31 | 115,10 | 117,89 | 120,74   | 121,13  | 125,35 | 129,52  |
| 1998      | 129,45 | 125,85  | 128,83 | 131,81 | 135,08 | 140,35 | 140,66 | 144,76 | 134,50   | 121,33  | 120,61 | 117,40  |
| 1999      | 113,14 | 116,73  | 119,71 | 119,66 | 122,14 | 120,81 | 119,76 | 113,30 | 107,45   | 106,00  | 104,83 | 102,61  |
| 2000      | 105,21 | 109,34  | 106,62 | 105,35 | 108,13 | 106,13 | 107,90 | 108,02 | 106,75   | 108,34  | 108,87 | 112,21  |
| 2001      | 117,10 | 116,10  | 121,21 | 123,77 | 121,83 | 122,19 | 124,63 | 121,53 | 118,91   | 121,32  | 122,33 | 127,32  |
| 2002      | 132,66 | 133,53  | 131,15 | 131,01 | 126,39 | 123,44 | 118,08 | 119,03 | 120,49   | 123,88  | 121,54 | 122,17  |
| 2003      | 118,67 | 119,29  | 118,49 | 119,82 | 117,26 | 118,27 | 118,65 | 118,81 | 115,09   | 109,58  | 109,18 | 107,87  |
| 2004      | 106,39 | 106,54  | 108,57 | 107,31 | 112,27 | 109,45 | 109,34 | 110,41 | 110,05   | 108,90  | 104,86 | 103,82  |
| 2005      | 103,27 | 104,84  | 105,30 | 107,35 | 106,94 | 108,62 | 111,94 | 110,65 | 111,03   | 114,84  | 118,45 | 118,60  |
| 2006      | 115,33 | 117,81  | 117,31 | 117,13 | 111,53 | 114,57 | 115,59 | 115,86 | 117,02   | 118,59  | 117,33 | 117,26  |
| 2007      | 120,59 | 120,49  | 117,29 | 118,81 | 120,77 | 122,64 | 121,56 | 116,74 | 115,01   | 115,77  | 111,24 | 112,28  |
| 2008      | 107,60 | 107,18  | 100,83 | 102,41 | 104,11 | 106,86 | 106,76 | 109,24 | 106,71   | 100,20  | 096,89 | 091,21  |
| 2009      | 090,35 | 092,53  | 097,83 | 098,92 | 096,43 | 096,58 | 094,49 | 094,90 | 091,40   | 090,28  | 089,11 | 089,52  |
| 2010      | 091,26 | 090,28  | 090,56 | 093,43 | 091,79 | 090,89 | 087,67 | 085,44 | 084,31   | 081,80  | 082,43 | 083,38  |
| 2011      | 082,63 | 082,52  | 081,82 | 083,34 | 081,23 | 080,49 | 079,44 | 077,09 | 076,78   | 076,72  | 077,50 | 077,81  |
| 2012      | 076,94 | 078,47  | 082,37 | 081,42 | 079,70 | 079,27 | 078,96 | 078,68 | 078,17   | 078,97  | 080,92 | 083,60  |
| 2013      | 089,15 | 093,07  | 094,73 | 097,74 | 101,01 | 097,52 | 099,66 | 097,83 | 099,30   | 097,73  | 100,04 | 103,42  |
| 2014      | 103,94 | 102,02  | 102,30 | 102,54 | 101,78 | 102,05 | 101,73 | 102,95 | 107,16   | 108,03  | 116,24 | 119,29  |
| 2015      | 118,25 | 118,59  | 120,37 | 119,57 | 120,82 | 123,7  | 123,31 | 123,17 | 120,13   | 119,99  | 122,58 | 121,78  |
| 2016      | 118,18 | 115,01  | 113,05 | 109,72 | 109,24 | 105,44 | 103,97 | 101,28 | 101,99   | 103,81  | 108,33 | 116,01  |
| 2017      | 114,69 | 113,13  | 113,02 | 110,08 | 112,24 | 110,89 | 112,50 | 109,90 | 110,67   | 112,94  | 112,89 | 112,96  |
| 2018      | 110,74 | 107,90  | 106,01 | 107,49 | 109,74 | 110,02 | 111,41 | 111,06 | 111,91   | 112,81  | 113,36 | 112,38  |
| 2019      | 108,97 | 110,36  | 111,22 | 111,63 | 109,76 | 108,07 | 108,23 | 106,34 | 107,40   | 108,12  | 108,88 | 109,18  |
| 2020      | 109,38 | 109,96  | 107,67 | 107,83 | 107,23 | 107,64 | 106,76 | 106,00 | 105,61   | 105,21  | 104,30 | 103,75  |
| 2021      | 103,79 | 105,44  | 108,81 | 109,10 | 109,17 | 110,12 | 110,26 | 109,85 | 110,15   | 113,14  | 113,99 | 113,84  |
| 2022      | 114,84 | 115,24  | 118,67 | 126,31 | 128,82 | 134,10 | 136,39 |        |          |         |        |         |
| Год       | Январь | Февраль | Март   | Апрель | Май    | Июнь   | Июль   | Август | Сентябрь | Октябрь | Ноябрь | Декабрь |
| Год       | Месяц  |         |        |        |        |        |        |        |          |         |        |         |